# 吴公河 (颍河)
吴公河，又名吴公渠，位于河南省中部，是颍河右岸支流，上游在襄城县境内称“文化河”，又名“古唐河”，发源于禹州市蒙坡，东南流经襄城县中部，临颍县西南部和漯河市郾城区西北部，最后于郾城区商桥镇沟张村东南注入颍河，全长44.5公里，流域面积566平方公里。流域内以种植粮食、蔬菜及烟叶为主。